# Dioxazineviolet
Dioxazineviolet is een organisch violet pigment met de chemische formule C34H22C12N4O2.

## Geschiedenis
In 1928 werd door de Farbwerke Hoechst A.G., deel van IG Farben, bij het onderzoek naar een mogelijke blauwe kleurstof voor het kleuren van katoen ontdekt dat uit carbazool een fel violet pigment te synthetiseren valt als tussenproduct voor een blauwe kleur. Het was een 8,18-Dichloro-5,15-diethyl-5,15-dihydrodiindolo(3,2-b:3',2'-m)triphenodioxazine. De violette tint werd meteen ingezet om cyaankleurige organische pigmenten een meer ultramarijnkleurige tint te geven, wat nog steeds een belangrijke functie is. Het duurde echter even voordat men een betaalbare en beheersbare methode gevonden had om het als zelfstandig pigment in grote hoeveelheden te produceren. In 1952 werd het op de markt gebracht als Permanentviolett RL. Meer in het algemeen raakte het bekend als carbazole dioxazine violet. Een minder gebruikte naam is Cyanadur Violet. Het pigment vond al snel een belangrijke industriële toepassing vanwege de combinatie van een felle tint met een redelijke lichtechtheid. In de jaren zestig was het het meest gebruikte violette organische pigment geworden. Het wordt gebruikt om drukinkt, coatings en allerlei plastics te kleuren. Geleidelijk werd het ook steeds vaker gebruikt in de schilderkunst, hoewel men daar in het algemeen zeer huiverig stond tegenover organische violette kleurstoffen omdat die sinds hun introductie in het midden van de negentiende eeuw een bijzonder slechte reputatie gekregen hadden vanwege hun ontoereikende lichtechtheid en neiging tot bloeden. Dioaxazineviolet is echter het enige lichtechte violette pigment waarvan de intensiteit niet benaderd kan worden door een mengsel van chinacridon en ultramarijn. Dioxazineviolet wordt ook vaak gebruikt in viltstiften.

## Synthese
De synthese van dioxazineviolet wordt weergegeven in het volgende diagram:

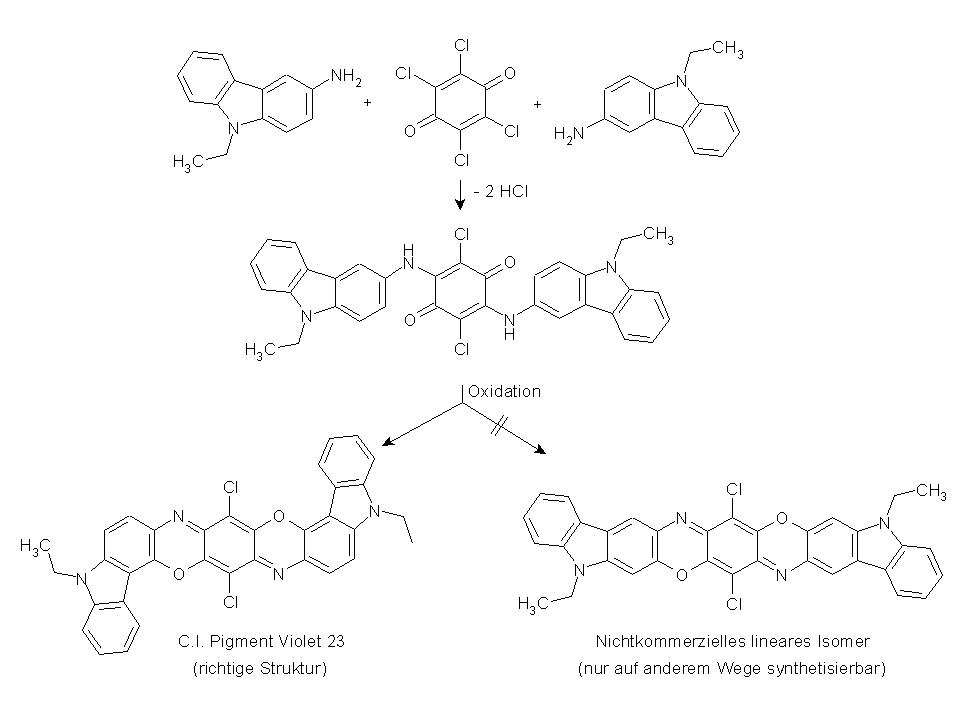

De gevormde kristallen zijn niet direct als pigment bruikbaar maar moeten eerst verpulverd worden. De traditionele methode is het malen door bollen in een kogelmolen, vermengd met zouten of in een zure oplossing. De zouten of zuren moeten naderhand weer verwijderd worden, een vrij duur proces.
Er bestaat ook een veel minder geproduceerde lineaire vorm, PV 37 of Cromophtal Violet, die beter hittebestendig is en daarom geprefereerd wordt bij het kleuren van sommige plastics.

## Eigenschappen
Dioxazineviolet is redelijk tot goed lichtecht, behalve in sterke mengingen met witte pigmenten. De lichtechtheid is vooral goed in olieverf en acrylverf waar het bindmiddel het pigment beschermt. In aquarel, pastel en gouache kunnen echter na langere tijd soms verblekingen optreden, vooral als het pigment niet gemodificeerd is om de lichtechtheid te vergroten. Het is glacerend. De kleurkracht is zeer groot, vooral in plastics. De verzadiging is uitstekend in een glacis maar door de grote transparantie, gecombineerd met de kleurkracht, kleuren dikke lagen haast zwart met een iriserend oppervlak. In waterige media zal bij het opdrogen de verzadiging sterk afnemen doordat de glacerende werking verdwijnt. In aquarel is er een neiging tot uitvlokken. Het is zeer weerbestendig. Het is bestand tegen alkali en toepasbaar in fresco. De tint is net extraspectraal en wordt daarom eerder aangegeven als roodviolet dan blauwviolet. Het is matig bloedend, vooral in olieverf. Het is niet giftig. Het is hittebestendig tot 160 à 200 °C. Het is bestand tegen veel organische oplosmiddelen; een uitzondering zijn de ketonen. Het is echter gevoelig voor weekmakers. In olieverf heeft het pigment veel olie nodig om klonteren te voorkomen, met een lange droogtijd tot gevolg. Door de grote kleurkracht beïnvloedt het hoge oliegehalte de verzadiging niet. De prijs ligt vrij hoog. In de Colour Index is het het PV 23.